# ファイヤーパニック 〜マックのレスキュー大作戦〜
『ファイヤーパニック 〜マックのレスキュー大作戦〜』は、1998年7月30日にソニー・コンピュータエンタテインメントから発売された、プレイステーション用の3Dアクションアドベンチャーゲーム。イギリスのArc DevelopmentsとSlippery Snake Studioが開発し、欧米でソニー・コンピュータエンタテインメントヨーロッパ（SCEE）から発売されていたゲームである。2011年9月28日よりゲームアーカイブスで配信開始。レイティングはCERO：B（12才以上対象）。

## 概要
プレイヤーは主人公の消防士ロスコ・マックイーンを操り、相棒の浮遊する小型ロボットのディジットと共に、炎上したX・Sタワービルの消火及び取り残された従業員たちを救出する。ホースの水や消火器や消火爆弾などで消火し、斧で暴走した敵警備ロボット達を破壊していく。最終的にビルに火を放った張本人である社長が居る最上階への到達を目指す。
このゲームのデザインを担当するディレクターだった、スティーブン・マクファーレン（Stephen McFarlane）は、後にレア社の『バンジョーとカズーイの大冒険 ガレージ大作戦』や『コンカー: Live and Reloaded』、『あつまれ!ピニャータ』シリーズなどの数々のゲームのアート、グラフィックスなど担当し、『スターツインズ』や『ミッキーのレーシングチャレンジUSA』などのゲーム開発に加わったりして貢献していった。

## あらすじ
チャイナタウンにある高層ビルのX・Sタワーが倒産。ビルオーナーの会社社長シルベスター・T・スクウェアは財産であるビルを失うぐらいならと、ビルに火を放ち、さらに警備ロボット達を暴走させ、中に従業員がいるにもかかわらずビルと心中を図った。従業員たちが逃げ惑う中、ロスコ・マックイーンは彼らの救出に向かうのだった。

## 登場人物
ロスコ・マックイーン
主人公。
ディジット
ロスコの相棒であるロボット。